# La Bauche
La Bauche este o comună în departamentul Savoie din sud-estul Franței. În 2009 avea o populație de 362 de locuitori.

## Evoluția populației
| An        | 1975 | 1982 | 1990 | 1999 | 2006 | 2009 |
| --------- | ---- | ---- | ---- | ---- | ---- | ---- |
| Populație | 154  | 117  | 171  | 224  | 285  | 362  |